# Angelman-szindróma
Az Angelman-szindróma (AS) egy veleszületett genetikai betegség, mely elsősorban neurológiai tünetekkel, köztük szellemi visszamaradottsággal, beszédzavarral, görcsökkel és viselkedésbeli zavarokkal jár
Angelman szindrómát okozó genetikai eltérések:
1. 70%-ban de novo anyai deléció a 15-ös kromoszóma hosszú karján (15q11.2-q13)
2. 25%-ban a fent említett területen található UBE3A gén mutációja okolható a betegségért
3. 2%-ban apai uniparenteralis disomia az érintett régióban (15q11.2-q13); az érintett génszakasznak mindkét kromoszómáján az apai – inaktivált - gének találhatók meg.
4. 3%-ban imprinting defektus (a meglévő genetikai állomány kifejeződésének szabályozási zavara – metilációs, hiszton acetilációs zavarok).

Ezenkívül elkülönítendő az Angelman-like szindróma (CDKL5, MECP2 gén mutációjával), illetve hasonló tünetekkel is járhat és elkülönítendő pl. a Rett-szindróma, ill. egyéb autizmussal járó rendellenességek, Christianson-szindróma, MTHTF reduktáz szindróma, alfa-thalassaemia-retardációs szindróma.
A betegek jellemzően jókedvűek, könnyen provokálható bennük nevetés, emiatt angol nyelvterületeken sokáig „Happy puppet syndrome” néven hivatkoztak a betegségre.

## Története
Elsőként Dr. Harry Angelman warringtoni gyermekgyógyász írta le a betegséget 1965-ben három gyermeknél. Akkor még rendkívül ritkának gondolták. 1987-ben kiderült, hogy az érintett gyermekek felénél a 15-ös kromoszóma hosszú karjának egy része (15q) elveszett. Azóta gyakrabban írnak ilyen érintettségű gyermekekről, így az incidencia 1:25 000-re tehető.

## Patofiziológia
Az Angelman-szindróma néhány gén deléciót követő abnormális kifejeződése miatt alakul ki, melyek a 15-ös kromoszómán találhatók. Valószínűleg ezen gének egyike az agy fejlődésére hat, pontosabban a nyelv, mozgás és pigmentációt irányító területeket befolyásolja. Ezenkívül pedig üzenetek kémiai szállítására is hatással van.
Ezen géncsoport első hét tagja, melyek deléciója Prader-Willi-szindrómát okoz, csak az apai kromoszómában működik. Elméletileg lehetséges, hogy Angelman-szindrómás apa átadja a mutációt Prader-Willi-szindrómás lányának. Ez volt az első emberben leírt genetikai imprinting. 
Az Angelman-szindróma egyetlen gén mutációja miatt is kialakulhat. Ez a gén az UBE3A, az ubikvitin útvonal egyik tagja, mely mind az anyai, mind az apai kromoszómán megtalálható, de metiláltságuk eltérő fokú. Az anyai megfelelő elengedhetetlen a megfelelő fejlődéshez, így annak elvesztése Angelman-szindrómát eredményez.

## Jellegzetességei
- Etetési problémák (esetek 75%-a; csecsemő nem vesz fel táplálékot, súlya nehezen gyarapszik)
- Üléskor és sétánál jelentkező nehézségek
- Hiányos beszéd
- Alacsony figyelemkészség és hiperaktivitás
- Súlyos tanulási nehézségek
- Epilepszia (esetek 80%-a)[5] és abnormális EEG
- Szokatlan mozdulatok (remegés, kézlendítések)
- Gyengéd természet és gyakori nevetés
- Merev testtartás
- Átlagon aluli fejméret, gyakran hátul lapított koponyaalak
- Enyhe, de karakterisztikus arcvonások (széles, mosolygó száj; előreugró áll; vékony felső ajak; mélyen ülő szemek; gyakran tartja a nyelvét az ajkai között)
- Alvási zavarok
- Bandzsítás (40%)
- Scoliosis (gerincferdülés) (10%)

## Diagnózis
Az AS diagnózisa a következőkön alapul:
- mozgási és beszédfejlődési zavarok
- szokatlan mozdulatok (remegés, kézlendítések) és merev testtartás
- karakterisztikus arcvonások
- epilepszia és EEG vizsgálat
- boldog arc (ún. happy-face) és gyakori nevetés
- a 15-ös kromoszóma egy részének deléciója

## Kezelés
Nincs kezelés az AS-re, de a tünetek enyhíthetők. Az epilepszia antikonvulzív terápiával kezelendő, míg a fizikoterápia az ízületek megfelelő fejlődését teszi lehetővé. Foglalkoztatási, beszéd-, zene- és hidroterápiák pedig további tünetenyhítő hatással rendelkezhetnek. 

## Prognózis
Az AS klinikai jegyei az életkorral változnak. A felnőttkor elérésével a hiperaktivitás és az alvási zavarok erősödnek. A legtöbb Angelman-szindrómás felnőtt fiatalabbnak látszik a koránál. A pubertás és menstruáció normális időben kezdődik. A szexuális fejlődés normális, egy esetről számoltak be, ahol Angelman-szindrómás nőnek hasonló betegségű lánya született. Öltözködési képességük a gombok, cipzárok nélküli ruhákra korlátozódik. A legtöbb felnőtt képes evőeszközökkel enni. Egyszerű háztartási munkákat meg tudnak tanulni. Egészségük rendszerint jó, várható élettartamuk közel normális. Azonban hajlamosak a hízásra és a gerincferdülésre. A gyengéd természet felnőttkorban okozhat problémákat, ám ezek nagyrészt orvosolhatók. 